# 康涅狄格州三百周年半美元
康涅狄格州三百周年半美元（英語：Connecticut Tercentenary half dollar）又称康涅狄格半美元（Connecticut half dollar），是美国铸币局1935年生产的50美分纪念币，旨在纪念康涅狄格州建立300周年，由亨利·克雷斯设计。硬币正面刻有宪章橡树，据传当年康涅狄格殖民地的宪章就是藏在这棵树内才未遭英国殖民地总督没收；硬币背面的图案是雕。
康涅狄格州三百周年纪念委员会希望发行半美元纪念币为纪念活动筹资，法案在国会顺利通过，无人反对，授权发行量2.5万枚，再经富兰克林·德拉诺·罗斯福总统1935年6月21日签字后成为法律生效。克雷斯的设计属公共工程管理局项目，从技术上而言，这有违授权法案中不得耗费联邦政府开支的规定，但方案还是得到美术委员会认可，再获财政部批准。
费城铸币局起初生产的1.5万枚半美元很快脱销，康涅狄格委员会随后促请铸币局生产的一万枚同样被抢购一空。克雷斯的设计方案获得钱币学作家普遍好评。纪念币起初的零售价是一美元，此后逐渐升值，而今价格视成色而定在数百美元不等。

## 背景
今天的历史学界通常认为小约翰·温思罗普（John Winthrop the Younger）是在1635年成为康涅狄格殖民地首任总督，并把这年视为康涅狄格州历史的起点，但在此多年前当地就有人类定居。实际上这年大英帝国没有发布特许状建立新殖民地，康涅狄格完全可能并入马萨诸塞湾殖民地。但查理二世复辟后，前往英格兰的温思罗普顺利取得国王1662年5月10日签发的康涅狄格宪章。

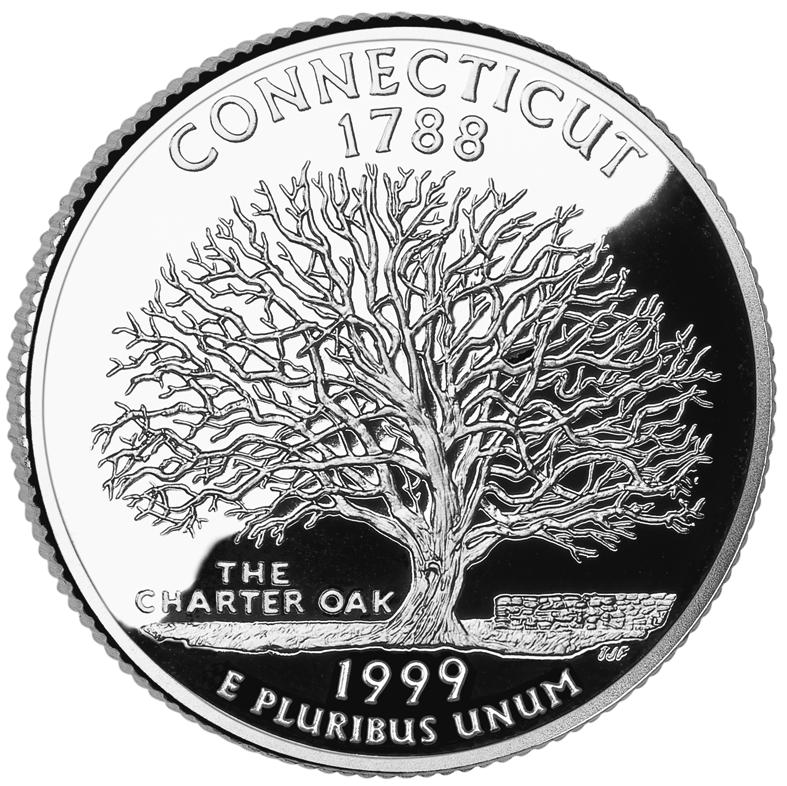
1999年发行的美国50州25美分纪念币康涅狄格州币上同样刻有宪章橡树

詹姆斯二世在查理二世驾崩后继任，他于1686年下令把新英格兰殖民地（包括康涅狄格殖民地、罗得岛殖民地及普罗维登斯庄园、马萨诸塞湾殖民地、新罕布什尔省等）合并成新英格兰自治领，并派埃德蒙·安德罗斯爵士出任总督，康涅狄格宪章面临撤销命运。抵达康涅狄格（今哈特福）后，安德罗斯计划夺得这份宪章。据传总督在1687年10月31日的会议上表明意图后，房间里的蜡烛突然熄灭，约瑟夫·沃兹沃思（Joseph Wadsworth）将宪章转移并藏入一棵北美白橡（即白橡树）的树洞，这棵树已有上千年树龄，属威利斯（Wyllys）家族所有，被后人尊称为宪章橡树。1688年，光荣革命推翻詹姆斯二世统治，康涅狄格宪章得以重见天日。1856年8月21日晚，宪章橡树被风暴连根拔起。
1935年时，美国纪念币都是由政府以面值卖给国会授权的某个组织，这些组织再加价向公众转售获利。以康涅狄格州三百周年半美元为例，获得国会授权的组织是康涅狄格州三百周年委员会，获得的利润需用于资助委员会纪念项目开支。

## 立法
1934年3月26日，康涅狄格州联邦众议员弗朗西斯·托马斯·马洛尼（Francis T. Maloney）向众议院递交法案，建议授权发行半美元纪念康涅狄格州三百周年，法案随后转交铸币和度量衡委员会审议。4月30日，纽约州议员安德鲁·萨默斯（Andrew Somers）回报众议院并附上一页报告，建议修订后再通过法案，这些修订主要包括两方面内容，一是把授权发行量从一万提升到2.5万，二是加入规定确保纪念币从设计到石膏模型，以及出币毂、金属模具制作在内的全部过程都不得动用政府开支，所以康涅狄格州三百周年纪念委员会需要自费聘请雕塑家完成设计。
1934年5月21日，众议院审议并通过修订后的法案，期间没有人反对，也没有现场辩论，仅有德克萨斯州议员威廉·多德里奇·麦克法兰（William D. McFarlane）询问这款半美元是否需要耗费联邦政府开销，康涅狄格州又是否会支付费用，马洛尼在回复中明确表示委员会将承担所有开支。法案送交联邦参议院后转银行和货币委员会审核，康涅狄格州议员弗雷德里克·科林·沃尔科特（Frederic Walcott）于6月1日回报建议通过法案，参议院后于6月13日批准，期间没有人提出问题或异议，也没有现场辩论。6月21日，法案经富兰克林·德拉诺·罗斯福总统签字后成为法律正式生效。

## 准备
康涅狄格州三百周年半美元的设计属公共工程管理局项目，从技术上而言，这有违授权法案中不得耗费联邦政府开支的规定。三百周年委员会聘请亨利·克雷斯（Henry Kreis）负责设计，雕塑家兼奖章设计师保罗·曼希普（Paul Manship）督导。1921年，沃伦·盖玛利尔·哈定发布行政命令设立美国美术委员会，负责为包括硬币在内的各种公共美术品提供设计建议。1934年11月，三百周年委员会主席塞缪尔·赫伯特·费舍尔（Samuel H. Fisher）联系上美术委员会成员埃格顿·史都威（Egerton Swartwout），后者将审核程序告知费舍尔，还称届时审核设计方案的很可能是雕塑家李·劳列（Lee Lawrie）。随后，费舍尔把克雷斯所制石膏模型的照片发给史都威、劳列，美术委员会主席查尔斯·摩尔（Charles Moore），以及铸币局代理局长玛丽·玛格丽特·奥赖利。
劳列提出多条意见，例如背面的雕从头和足部来看更像鹰，并且分隔在发行国名称（“美利坚合众国”）同雕之间的星星实在太小，根本看不清楚。15日，史都威致信摩尔，称耶鲁大学美术史教授、三百周年委员会委员西奥多·塞泽（Theodore Sizer）极力支持现有方案。12月6日，美术委员会经审阅批准克雷斯的设计，但要求改善劳列提出的问题，不过最终还是有个别位置没有调整，如正面宪章橡树右侧一截折断的树枝。改善后的石膏模型于2月初获美术委员会认可，财政部再于2月6日表态支持。接下来位于纽约的奖章用品公司（Medallic Art Company）把模型缩制成硬币大小的出币毂，这些出币毂后转交费城铸币局制作铸币金属模具。

## 设计

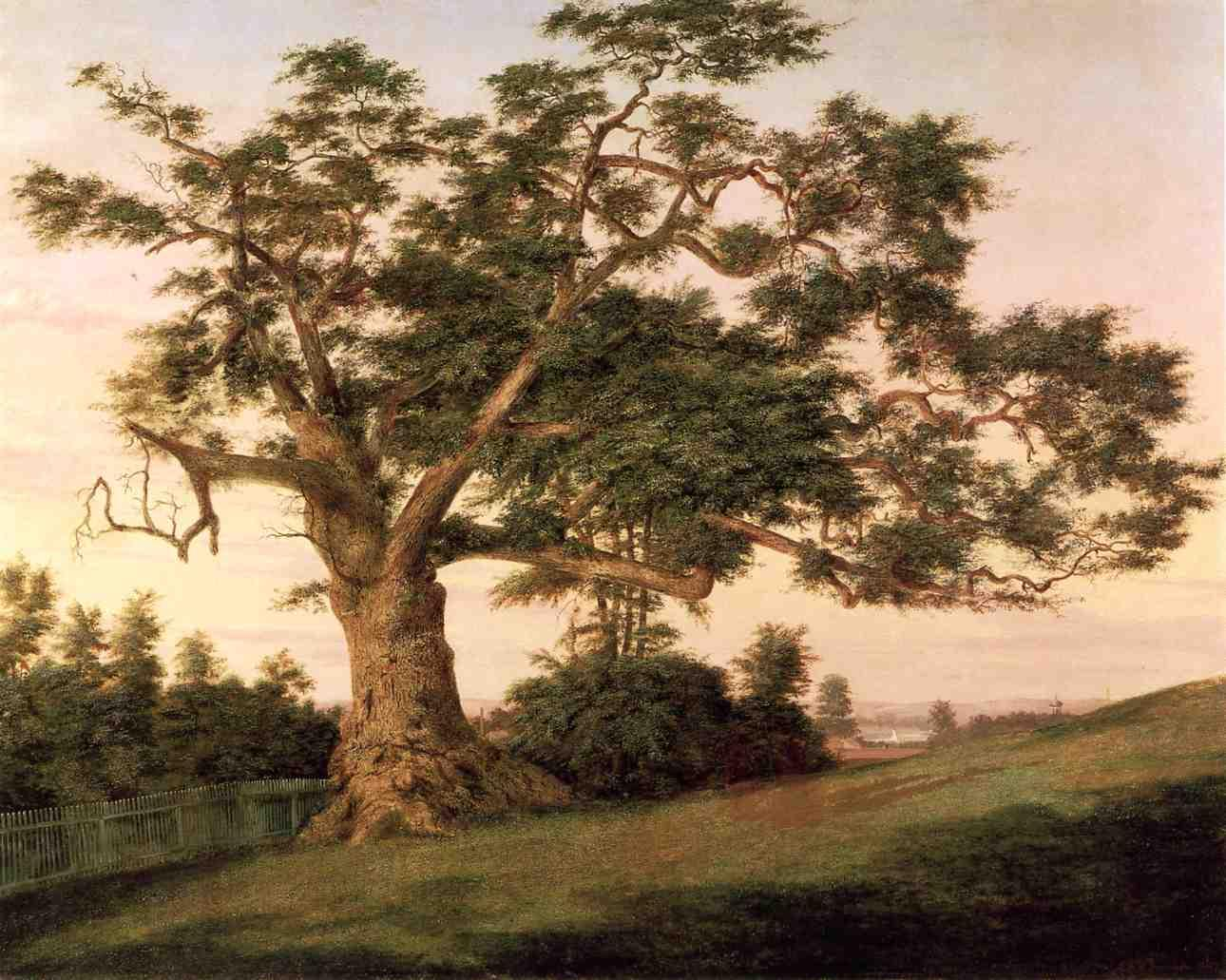
查尔斯·布朗内尔画笔下的宪章橡树

康涅狄格半美元正面的宪章橡树以查尔斯·德沃尔夫·布朗内尔（Charles DeWolf Brownell）1855年开始创作的画作为蓝本，次年这棵橡树就毁于闪电。橡树下方是“ 1635–1935”（“康涅狄格州 1635–1935年”）字样，橡树旁及周围还有（“宪章橡树”）、（“我们信仰上帝”）和（“自由”）字样。半美元背面的主体是站在岩丘上的雕，外围边缘刻有发行国名（“美利坚合众国”）和面额（“半美元”），雕的双足左侧还有（“合众为一”）字样。同雕之间有13颗星星分隔，但这些星星很浅，有些硬币上已经看不出来。
钱币学家斯图尔特·莫舍（Stuart Mosher）在1940年发行的纪念币主题著作中称，康涅狄格半美元的美观程度在美国早期纪念币中名列前茅，这其中最重要的原因就是克雷斯能以非常简单的线条描绘那棵巨大的橡树。安东尼·斯沃泰克（Anthony Swiatek）和沃尔特·布林（Walter Breen）预计会有人批评半美元上的橡树叶比实际要大得多，两人在1988年出版的美国早期纪念币主题百科全书中表示，橡树上的树洞实际上也没那么大，所以完全有理由把叶子放大。昆汀·戴维·鲍尔斯（Q. David Bowers）则在著作中表示，纪念币背面的雕现代主义特色鲜明，一定程度上同当时德国美术作品中采用的雕类似。1936年克雷斯设计的布里奇波特半美元上也有类似风格的雕。
美术史学家科尼利厄斯·弗缪尔（Cornelius Vermeule）在美国钱币和奖章主题著作中称赞克雷斯把“康涅狄格三百周年半美元的所有元素完美融合”，正面那巨大的橡树，背面力量感十足、如同火箭般矗立的大雕，格言、警句、绿叶……各类元素相辅相成、交相辉映，特别是背面的平衡感可与奥古斯都·圣高登斯（Augustus Saint-Gaudens）设计的印第安人头像鹰扬金币相提并论。

## 铸造、销售和收藏
虽然国会法案授权的发行总量是2.5万枚，但康涅狄格委员会起初只定购1.5万。这些纪念币都是在费城铸币局生产，具体完成日期已不可考，只能确定是在1935年4月10日前。接下来半美元运至指定分销商哈特福国家银行和信托公司，4月21日以一美元零售价开始发售。纪念币很快被抢购一空，委员会于是促请铸币局生产余下的一万枚，并询问是否能在另一家铸币局生产或制作精制币，得到的回复是铸币局实在太忙，没法安排。除法案授权的2.5万枚运至哈特福外，铸币局还打造并保留有18枚，等待来年美国化验委员会的年度检测。1935年4月26日，美国邮政部为康涅狄格州三百周年纪念发行三美分邮票，上面的图案也是宪章橡树。

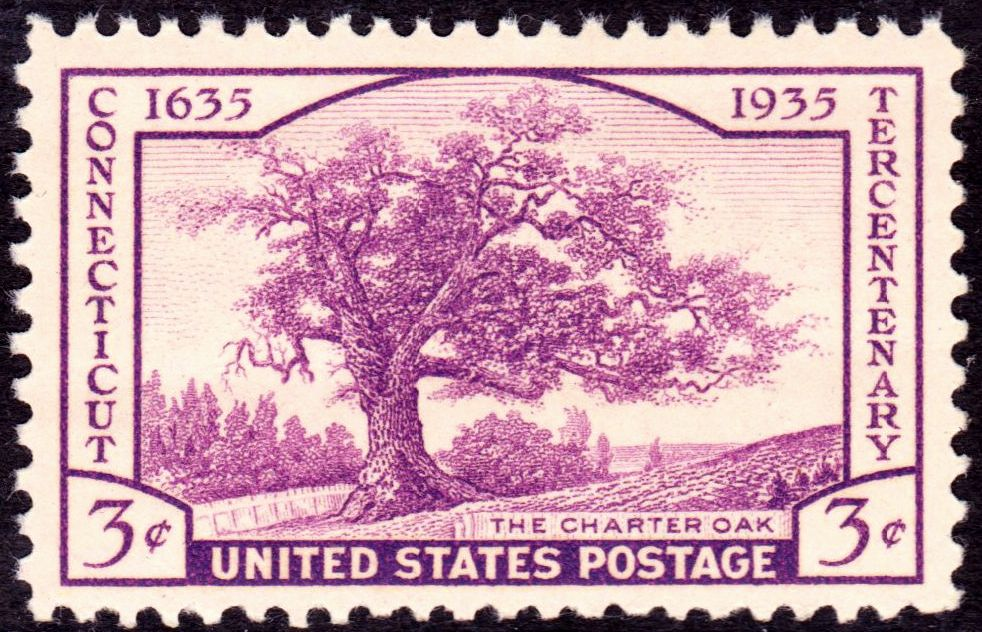
美国邮政部为康涅狄格州三百周年发行的三美分邮票上同样印有宪章橡树

康涅狄格州内发售这款纪念币的银行共有六家，硬币装在包装盒内，盒上印有银行名称。哈特福国家银行主干道分行负责邮购订单。大部分买家都是州内居民，收藏界人士购买总量仅有数千枚。截止1935年7月，半美元已基本脱销，仅有委员会保留少数已备将来向要人展示之需，但即便是这些保留下来的硬币，到同年9月也均已卖出。昆汀·戴维·鲍尔斯指出，没有任何人在这种纪念币的发行过程中大肆盘剥、获取暴利。斯威特克也称赞委员会成功将绝大部分纪念币都卖到了康涅狄格州居民手上。
这款纪念币发行后迅速升值，1936年纪念币在美国大热期间就升至六美元。1940年时，康涅狄格半美元的价格回落到2.5美元左右，此后便稳步提升，到1980年纪念币热潮再度席卷美国时已达730美元。根据理查德·约曼（Richard S. Yeoman）2015年版的《美国钱币指南手册》（A Guide Book of United States Coins），如今这款纪念币视成色而定，价值在260至700美元之间。2002年，一枚成色在谢尔顿硬币分级标准中达到最高级的半美元经拍卖以9487美元成交。

## 脚注
1. ↑  Slabaugh，第97–98頁.
2. 1 2  Slabaugh，第98頁.
3. 1 2  Flynn，第85頁.
4. ↑  Taxay，第v–vii頁.
5. ↑  Slabaugh，第3–5頁.
6. ↑  Statute authorizing the half dollar, 美國聯邦公法第73–446號
7. ↑  profile.
8. ↑  bill1.
9. ↑  1934 Congressional Record, Vol. 78, Page 9181 (1934-05-21)
10. ↑  1934 Congressional Record, Vol. 78, Page 10174 (1934-06-01)
11. ↑  1934 Congressional Record, Vol. 78, Page 11276 (1934-06-13)
12. 1 2 3  Bowers，第289頁.
13. 1 2  Bowers，第290頁.
14. ↑  Taxay，第v–vi, 156–157頁.
15. ↑  Taxay，第157–160頁.
16. 1 2 3 4  Swiatek & Breen，第77頁.
17. ↑  Flynn，第84頁.
18. ↑  Swiatek & Breen，第75頁.
19. ↑  Vermeule，第187頁.
20. 1 2  Bowers，第292頁.
21. ↑  Flynn，第271–272頁.
22. ↑  Swiatek，第243頁.
23. ↑  Swiatek，第245–248頁.
24. ↑  Bowers，第291頁.
25. ↑  Swiatek，第244頁.
26. 1 2  Yeoman，第1143頁.